# 干物

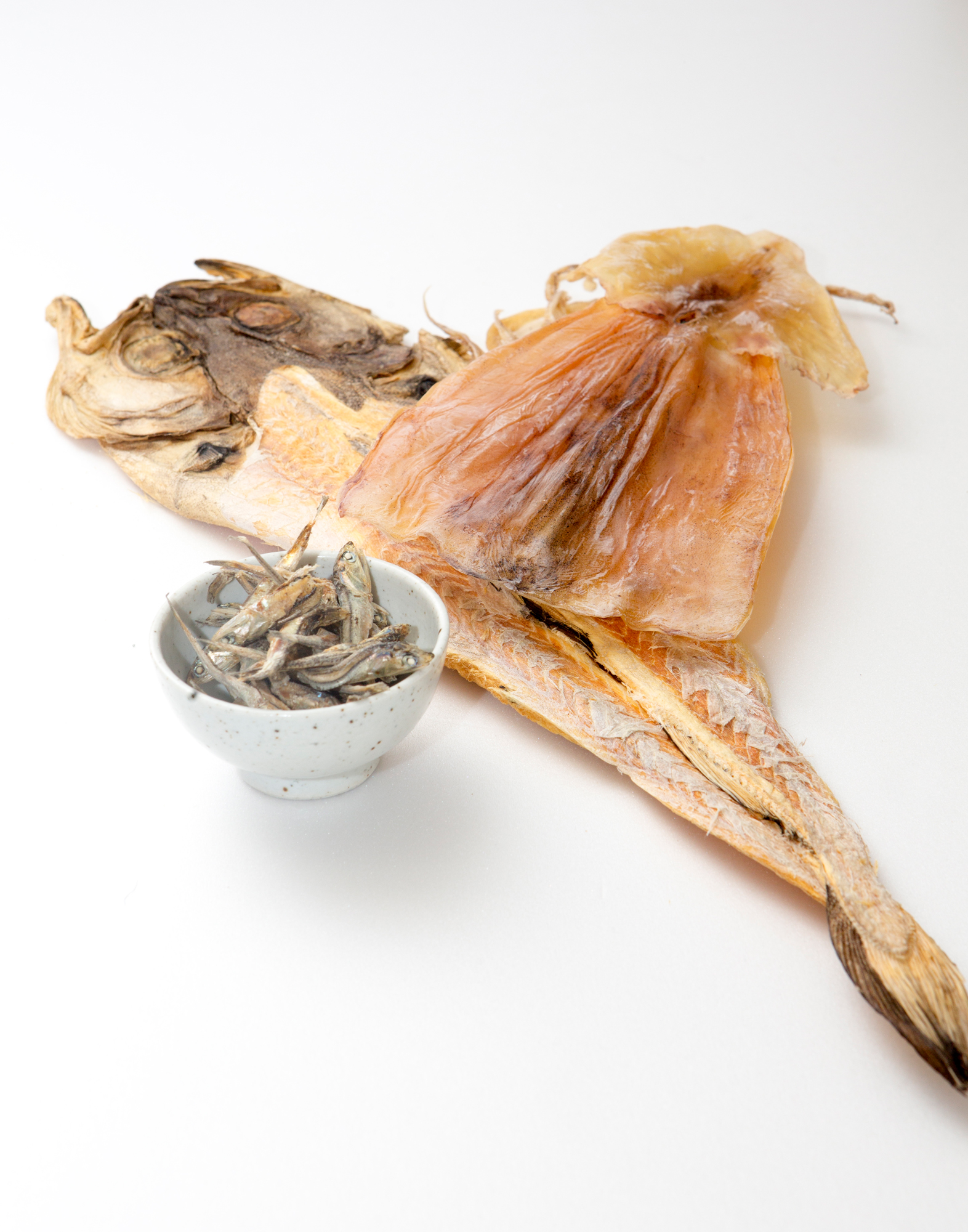
干物

干物（ひもの）は、魚介類の身を干した乾物。魚を干して作る保存食の一種である。乾燥魚ともいう。広義には「干物」は「乾製品」（dried product）と同義とされる。
本項では主に魚介類の干物について解説する（魚介類以外の食品については、干し肉、ドライフルーツ等の項目を参照）。

## 概要

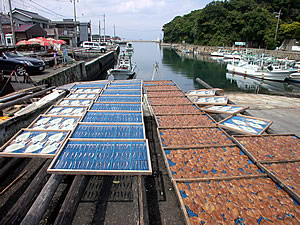
天日干しの様子

干物（乾製品）は魚介類の水分を乾燥によって減らすことで貯蔵可能なように加工した食品である。世界各国で作られている。
食品中の水には自由な分子活動が可能な自由水と食品の構成成分と結合して分子活動が抑制されている結合水がある。微生物が利用できる水が少ない（水分活性が少ない）ほど食品の保存性は高まるが、干物は乾燥によって微生物が利用できる水（自由水）を減らしている。
また、干して乾燥することで、独特の旨味と食感（テクスチャー）が生まれ、特に呈味成分である遊離アミノ酸や核酸はタンパク質及び核酸分解酵素の働きにより濃度が高くなる。さらに原料の鮮度が良ければ出来上がり時のイノシン酸量が多くなる。
生の魚介類をそのまま乾燥させた素干し品、塩で加工した塩干品、調味液に漬けて乾燥させた調味干品などがある。日本国内有数の干物産地である静岡県では、アジなどを塩汁（しょしる）という塩水に10分～数十分漬けてから干すことが多い。こうすると塩汁が魚肉の筋繊維に入り込んで隙間が殆ど無くなるとともに、蛋白質が変化して、干物を焼いた時に瑞々しさやもっちり感が味わえる。塩は本来は保存目的のものだったが、調味目的で加えられることも多くなっている。

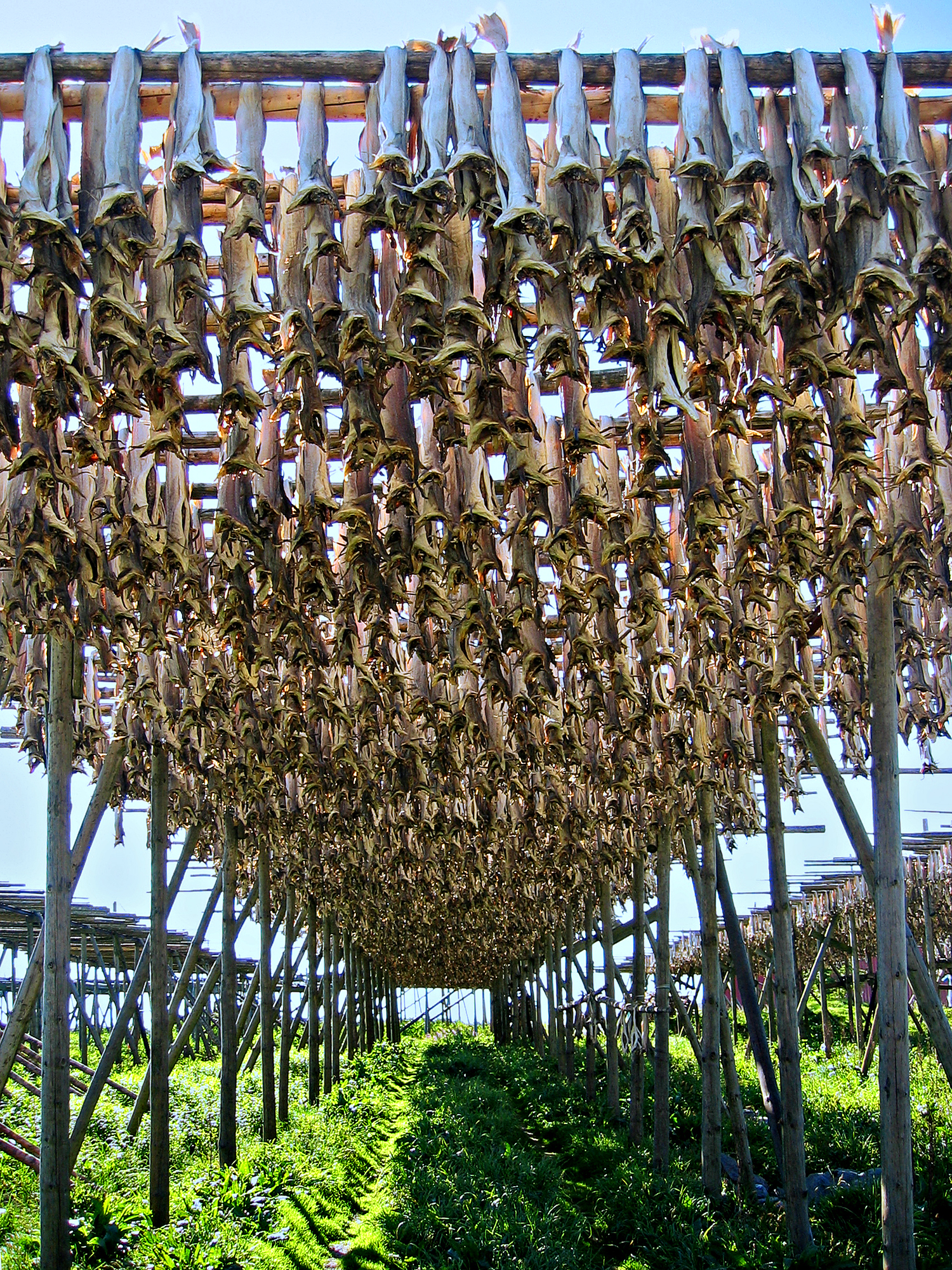
ノルウェーでの干物づくり

干物の乾燥方法は天日乾燥と人工乾燥に大別される。天日乾燥は「天日干し」とも呼ばれている。このほかに脱水シートを使った製造法がある。
生鮮原料と冷凍原料の違い、天日乾燥と機械乾燥の違い、乾燥温度や乾燥速度の違いにより出来上がりの色調に違いがみられる。
調理法は焼きが中心だが、蒸したり、各種料理の具材に使ったりもできる。

## 歴史

### 日本での歴史
日本では縄文土器から貝の干物が見つかっており、およそ四千年ほど前には干物が作られていたことになる。また愛知県豊川市で見つかった貝塚の痕跡（平井稲荷山貝塚、縄文時代後期）などからも縄文時代に干物作りが行われていたことが分かる。
奈良時代の正倉院文書には「きたひ」「すわやり」「あへつくり」といった干物が記載されている。
・きたひ - イワシなどの小魚の丸干し
・すわやり - 鮭やマスなどを細かく切って干物にしたもの
・あへつくり - 魚の内臓を抜いて干したもの
干物は奈良時代には朝廷への献上品とされた。
江戸時代頃には一般庶民に広まった。

### ヨーロッパなどでの歴史
カトリック社会において、断食日は肉食が禁じられたが魚は許されていたので、一年のおよそ半分の期間は魚の需要が高まっていた。そのため魚の獲得と保存は重要な意味をもっていた。
530年頃にヌルシアの聖ベネディクトゥスによってベネディクト修道会が創始された。ベネディクトゥスは断食を好み、節度ある食事を修道士に求めて基本的に肉を食べない食事を採用した。ベネディクト修道会の規範が多くのキリスト教会派の基礎として広まった結果、14世紀のヨーロッパの国々では魚を食べることが一般的になり、漁業が大産業となった。当時は淡水魚が贅沢品で、日常的に食べられる海の魚のニシンとタラがヨーロッパ人の蛋白源となっていた。ニシンは脂が多く腐りやすいのであまり保存食にはされなかったが、タイセイヨウダラは脂が少なく淡泊な味の白身魚なので干物に向いており、しっかり塩漬けにし干物に加工されたタラは5年以上保存ができた。
北欧ノルウェー北部沖のロフォーテン諸島では毎年、何万匹もの塩漬け干物を作り、本土のベルゲンほか北欧各地に向けて出荷していた。
中世ヨーロッパでは各地で頭を落としたタラの干物が日常の食べ物になっており、ストックフィッシュ（保存魚）と呼ばれていた。15世紀にニシンとタラの干物の貿易がハンザ同盟に独占されてしまったため、イングランドの漁師は新たなタラの漁場を求めて、それまで漁を行なっていた海域から遠く離れたアイスランド南部沖にまで出かけてタラをとるようになり、北の冬の荒れた海でしばしば遭難した。
なお、タラの干物は腐ることなく赤道を越える航海に耐えられる数少ない蛋白源であったので、大航海時代を支える食べ物でもあった。

## 干物の分類

### 干物の種類
干物（乾製品）は、素干し、塩干し、煮干し、焼干し、凍乾品、燻乾品、節類などに分類される。
| 名称              | 方法 | 具体例               |
| ----------------- | --- | -------------------- |
| 素干し （素干品） | 魚介類を生のままあるいは一定の調理を行った状態で水洗いし乾燥させたもの。                                                                                     | スルメ、身欠きニシン |
| 塩干し （塩干品） | 魚介類を生のままあるいは一定の調理を行った状態で塩漬けして乾燥させたもの。振り塩法（撒塩漬け、直接塩を振る）と立て塩法（立塩漬け、食塩水に浸漬する）がある。 | 目刺、カラスミ       |
| 煮干し （煮干品） | 魚介類を煮熟した上で乾燥させたもの。 | ちりめんじゃこ       |
| 焼干し （焼干品） | 魚介類を焼いた上で乾燥させたもの。 |                      |
| 調味干し          | 魚介類を調味液に漬けた上で乾燥させたもの。 | 味醂干し             |
| 燻製品 （燻乾品） | 魚介類を塩漬け又は調味液に漬けた上で燻して乾燥させたもの。                                                                                                   | 鮭とば               |
| 節類              | 魚介類を堅くなるまで培乾を繰り返して乾燥させたもの。 | 鰹節                 |
| 凍干し （凍干品） | 魚介類を凍結した上で融解し水分を除去することで乾燥させたもの。                                                                                               | 寒天、棒鱈           |
| 灰干し            | 紙などの中で上下に火山灰や木灰を敷き詰め、身の水分を吸収させたもの。                                                                                         | 灰干しわかめ         |
| 文化干し          | 透水性のあるセロハンなどに挟み吸湿剤の中で乾燥させたもの。                                                                                                   |                      |

### 丸干し・開き干し・切干し

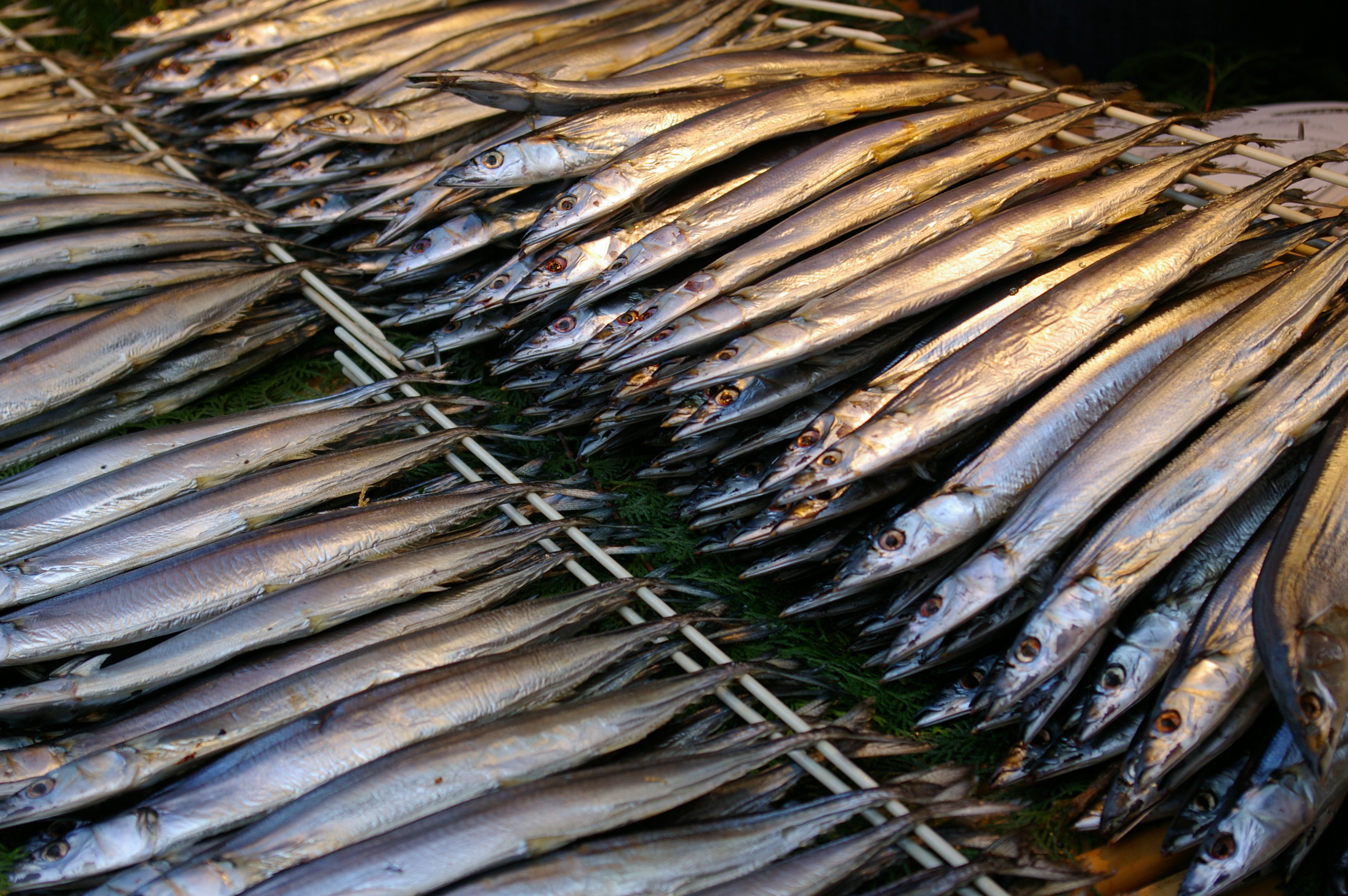
サンマの丸干し

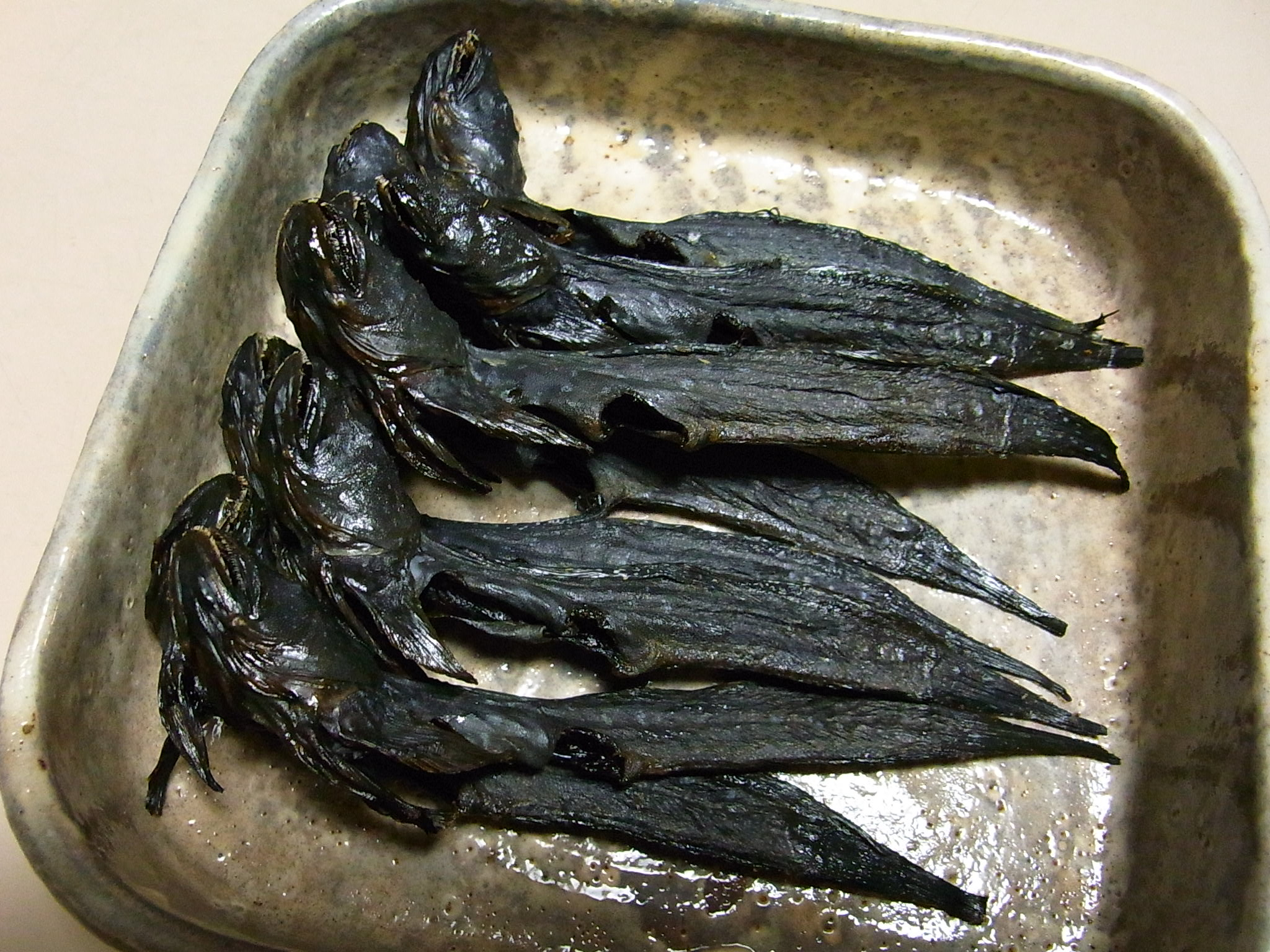
干しムツゴロウ（2009年10月30日撮影）

干物は魚の下処理の状態によって、丸干し（魚を丸のまま干物にしたもの）、開き干し（魚を開いた状態で干物にしたもの）、切干し（魚を切り身にした状態で干物にしたもの）に分けられる。
丸干し
内臓を取らずに生干ししたもの。イワシなど小型の魚はそのまま干して「丸干し」として食用に供することもある。代表例としてめざしがある。
開き干し
内臓を取り開いて干したもの。サンマ、アジ、サバ、ホッケ、カマスなど。魚種等や地域によって、背開きと腹開きのものがある。
切干し
内臓を取り、切り身にしてから干したもの。

### 全乾品と半乾品
干物は除去する水分の程度によって本干しなどの全乾品と生干しなどの半乾品に分類される。生干し（若干し）や一夜干しは軽く水分を抜くだけにとどめたもので、保存が効かないため、冷蔵庫での貯蔵が必要となっている。乾燥度を上げたものは上乾○○などと呼ばれる。

### 干し方による分類
干物は干し方によって、吊り干し、張り干し、糸貫干し、串干しなどの種類に分けられる。

## 干物の具体例

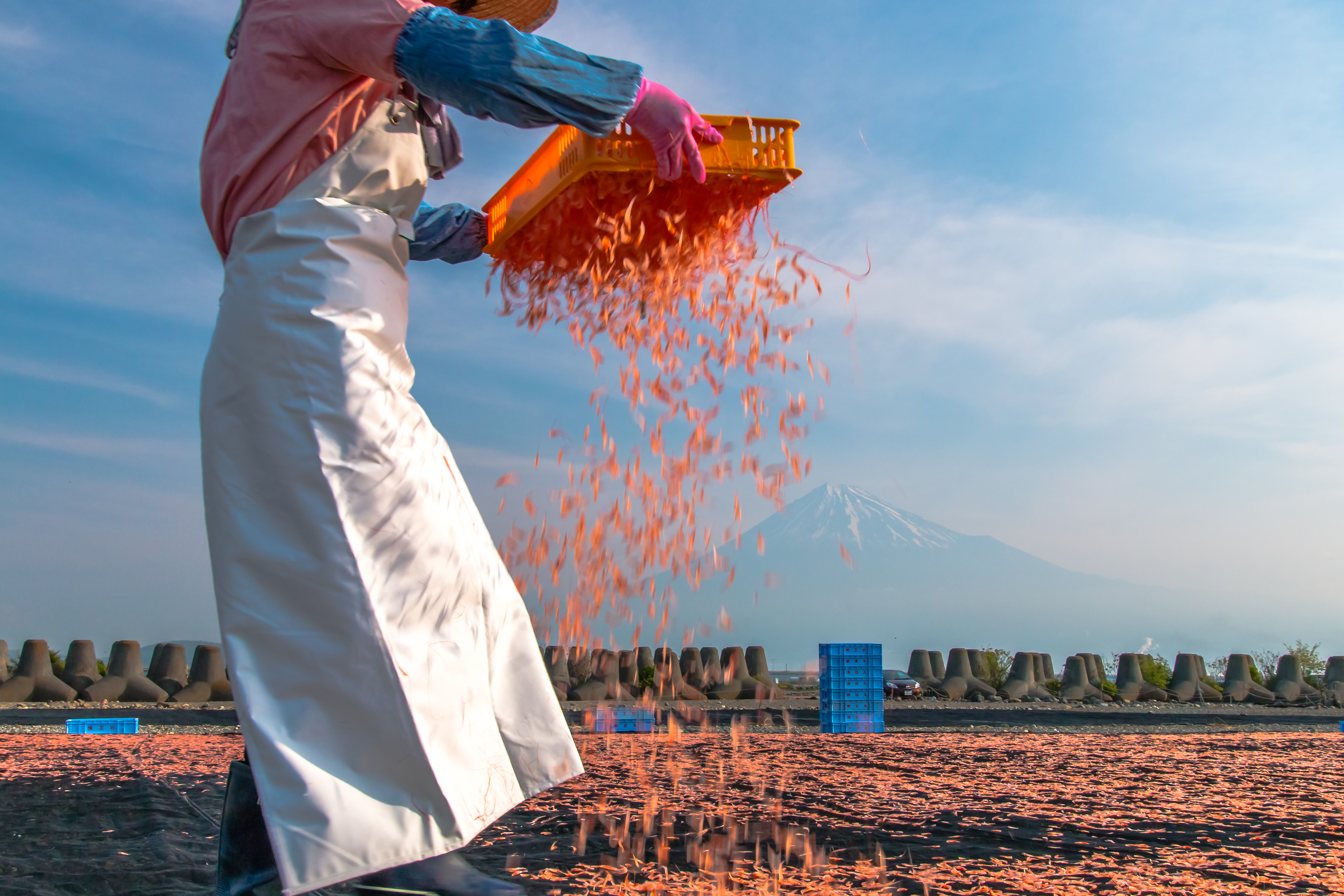
サクラエビの天日干しの様子

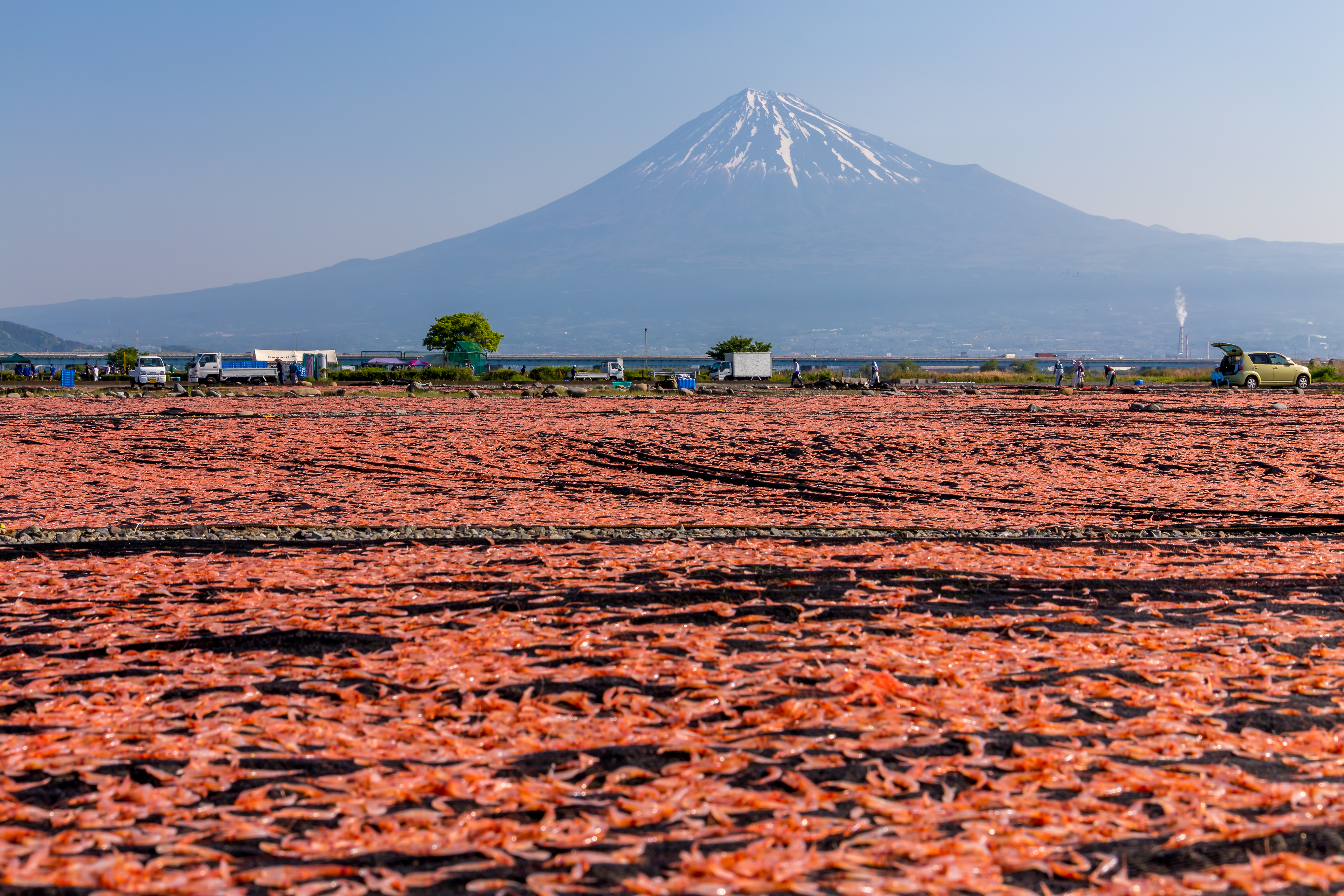
天日干しされるサクラエビ

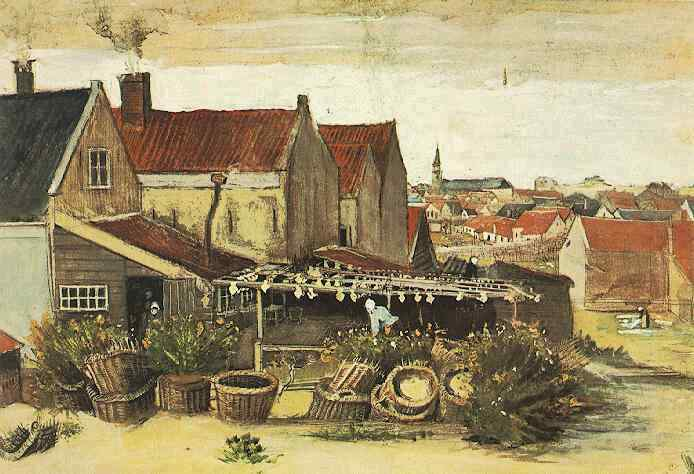
ゴッホ『魚を干している納屋』1882年

アジア、アフリカ、ヨーロッパなどの漁業の盛んな地域では、様々なタイプの干物が製造されている。
日本
- しらす干し - イワシ。主にカタクチイワシを使う。
- くさや
- からすみ - ボラの卵巣を加工したもの。
- 棒鱈
- 鮭とば
- 乾燥数の子 - ニシンの魚卵。塩蔵ではなく乾燥させたもの。
- 身欠きニシン
- 桜干し - 小魚を開いて作った味醂干し。
- ほしどり - 雉などいったん塩漬けにして乾燥させた鳥肉の干物
- スルメ

日本以外
- ドライフィッシュ
  - Stockfish：無塩の白身魚を浜辺の木製棚に置き、冷たい空気や風で乾燥させたもの
  - Clipfish：2から3週間塩漬けした魚を乾燥させたもの、岸辺の岩（クリップ）で乾燥させた事から名前が付いた。塩は貴重品であったため、一部の地域でしか行われなかった。歴史的には、製塩をしていたポルトガルでバカリャウ（干しダラ）が作られ始め、そこから広がったとされる。

- 鹹魚 - 中国の広東省、香港、台湾などで作られる、塩の中に直接漬けた後に、天日干ししたもので、塩分と匂いが強い。
- バカリャウ (bacalhau) - ポルトガルで食べられるタラの塩漬け干物。グラタン風など、各種料理に再加工される。生産地は北欧で同様のものが各地に輸出されており、イタリアではバッカラ (baccalà)、スペインではバカラオ（Bacalao）の名で呼ばれている。
- タンバジャン - セネガルのボラの干物。一昼夜塩漬けしたのち天日で乾燥させる。
- ダイング - フィリピンの干し魚、またフィリピンにはTaboan Marketという干物専門の市場がある。
- フェシク - エジプトでつくられるボラの塩漬けの干物。内臓を取り除いていない為、2012年4月にカナダ保健省にボツリヌス菌による汚染の懸念が大きいと注意喚起された
- モハマ - スペインのマグロの塩漬けの干物

## 栄養価
干物は栄養価に優れカルシウムに富み干すことでイノシン酸も増している。干物の塩分は魚種や加工法により幅がある。シシャモの干物（国産）が1%程度、アジの干物が2%程度、ウルメイワシの丸干しが4.9%程度であるとされる。

## 食中毒
干物に含まれるヒスタミンにより食中毒が発生することがある。ヒスタミンを生成する菌は、海水中や陸上に常在するものであり、干物を製造する過程で温度など条件が揃うと、菌が増殖して干物に含まれるヒスタミンの量も増加する。調理による加熱で菌は死滅するが、熱に安定なヒスタミンは残るため、摂取者は顔面の紅潮、頭痛、蕁麻疹、発熱などを症状とする食中毒を起こす。菌は、鰓や内臓で増殖しやすいので、丸干しは比較的食中毒が発生しやすいとされる。
天日干しの干物は魚の脂肪酸が紫外線によって酸化されているため、体内で活性酸素が発生する可能性が高く、健康的な食材とは言えない可能性がある。

## 干物に関する実験
成層圏へ飛ばすことで干物を作る実験
2019年、徳島大学の佐原理准教授は、吸水フィルムで包んだ魚を特殊な袋に入れ、風船を用いて気圧が低く空気が乾燥した成層圏へ飛ばすことによって干物を作る実験を行った。結果としては一般的な製法と比べてイノシン酸が約4倍増加することが確認された。プロの料理人も試食し「身ばなれも良いし、旨味も残っていますね」と評価した。